# Langensoultzbach
Langensoultzbach – miejscowość i gmina we Francji, w regionie Grand Est, w departamencie Dolny Ren.
Według danych na rok 1990 gminę zamieszkiwało 850 osób, 65 os./km².